# Zemský okres Nienburg/Weser
Zemský okres Nienburg/Weser (německy Landkreis Nienburg/Weser) je zemský okres v německé spolkové zemi Dolní Sasko. Sídlem správy zemského okresu je město Nienburg/Weser. Má přibližně 122 tisíc obyvatel. 

## Města a obce
Města:
1. Nienburg/Weser
2. Rehburg-Loccum
3. Hoya

Obce:
1. Balge
2. Binnen
3. Bücken
4. Diepenau
5. Drakenburg
6. Estorf (Weser)
7. Eystrup
8. Gandesbergen
9. Hämelhausen
10. Haßbergen
11. Hassel (Weser)
12. Heemsen
13. Hilgermissen
14. Hoyerhagen
15. Husum (bei Nienburg)
16. Landesbergen
17. Leese
18. Liebenau
19. Linsburg
20. Marklohe
21. Pennigsehl
22. Raddestorf
23. Rodewald
24. Rohrsen
25. Schweringen
26. Steimbke
27. Steyerberg
28. Stöckse
29. Stolzenau
30. Uchte
31. Warmsen
32. Warpe
33. Wietzen